# 莎士比亞戲劇故事集
《莎士比亞戲劇故事集》（Tales from Shakespeare）是英國散文家瑪麗·蘭姆和她的弟弟查爾斯·蘭姆将莎士比亚戏剧改编成故事。
1806年，蘭姆姐弟開始從莎士比亚戏剧中选擇20個最为人们所熟知的戲劇，把它们改写成叙事体的散文。其中十四部均由姐姐瑪麗所改寫，弟弟查爾斯改寫其中六個悲劇，即《李尔王》、《麦克白》、《雅典的泰門》、《罗密欧与朱丽叶》、《哈姆莱特》和《奥瑟罗》。玛丽因精神上的疾病多次被送进精神病院，1796年9月忽然大发作，她用厨房裡的刀子誤殺了親生母親。查爾斯照顧姐姐達四十年之久。瑪麗病情穩定的時候，可以編寫故事。
1903年出版未署名作者的《澥外奇譚》（澥外奇谈）是中國最早莎士比亞作品翻譯的開始，這本書翻譯了《莎士比亞戲劇故事集》中的十篇故事，《澥外奇譚》在“叙例”中提到:“是書原係詩體。經英儒蘭卜行以散文,定名曰 Tales From Shakespere 茲選譯其最佳者十章。名以今名。”。
1904年林纾與魏易出版了《吟邊燕語》，书上写“原著者英国莎士比亚、翻译者闽县林纾仁和魏易、发行者商务印书馆”。《吟邊燕語》中的大多數故事翻譯自蘭姆姊弟（Charles and Mary Lamb）的《莎士比亞戲劇故事集》，歷史劇翻譯自奎勒-庫奇（A. T. Quiller-Couch）的《莎士比亞歷史劇故事集》（Historical Tales from Shakespeare）。《吟邊燕語》共有二十篇短篇小說：《肉券》、《驯悍》、《挛误》、《铸情》、《仇金》、《神合》、《蠱徵》、《醫諧》、《狱配》、《鬼詔》、《環證》、《女變》、《林集》、《礼鬨》、《仙脍》、《珠還》、《黑瞀》、《婚诡》、《情感》和《飓引》。林纾在《吟边燕语》序中说“夜中余閑，巍君偶舉莎士比筆記一二則，余就燈起草，積二十日書成。”林纾還在序中表示“莎氏之詩,直抗吾國之杜甫”。郭沫若说林纾翻译的莎士比亚的戏剧故事集《吟边燕语》“也使我感到无上的兴趣，他无形之间给了我很大的影响。”
1967年8月6日梁實秋翻譯《莎士比亞戲劇全集》功成，副總統嚴家淦曾祝賀。:740。